# 鲍勃·帕克
鲍勃·帕克（英語：Bob Parker，1934年9月29日—2009年8月29日），新西兰男子赛艇运动员。他曾代表新西兰参加1954年和1958年大英帝国和英联邦运动会赛艇比赛，获得二枚金牌和一枚银牌。